# Chioneosoma shestoperovi
Chioneosoma shestoperovi är en skalbaggsart som beskrevs av Semenov-tian-shanskii och Medvedev 1936. Chioneosoma shestoperovi ingår i släktet Chioneosoma och familjen Melolonthidae. Inga underarter finns listade i Catalogue of Life.